# Real Zaragoza
Real Zaragoza, S.A.D. je španělský fotbalový klub sídlící ve městě Zaragoza v provincii Aragonie. Momentálně hraje španělskou 2. nejvyšší soutěž zvanou Segunda División. Založen byl v roce 1932 a své domácí zápasy hraje na stadionu La Romareda s kapacitou 34.596 diváků.
S celkem šesti triumfy v Copa del Rey je na šestém místě v historické tabulce. Krom těchto šesti triumfů jsou největšími úspěchy klubu vítězství v Poháru veletržních měst z roku 1964 a vítězství v Poháru vítězů poháru ze sezony 1994/95.

## Získané trofeje

### Vyhrané domácí soutěže
- Copa del Rey ( 6x )

(1964, 1966, 1986, 1994, 2001, 2004)
- Supercopa de España ( 1x )

(2004)

### Vyhrané mezinárodní soutěže
- Pohár Veletržních měst ( 1x )

(1963/64)
- Pohár vítězů pohárů ( 1x )

(1994/95)